# Pontevedra

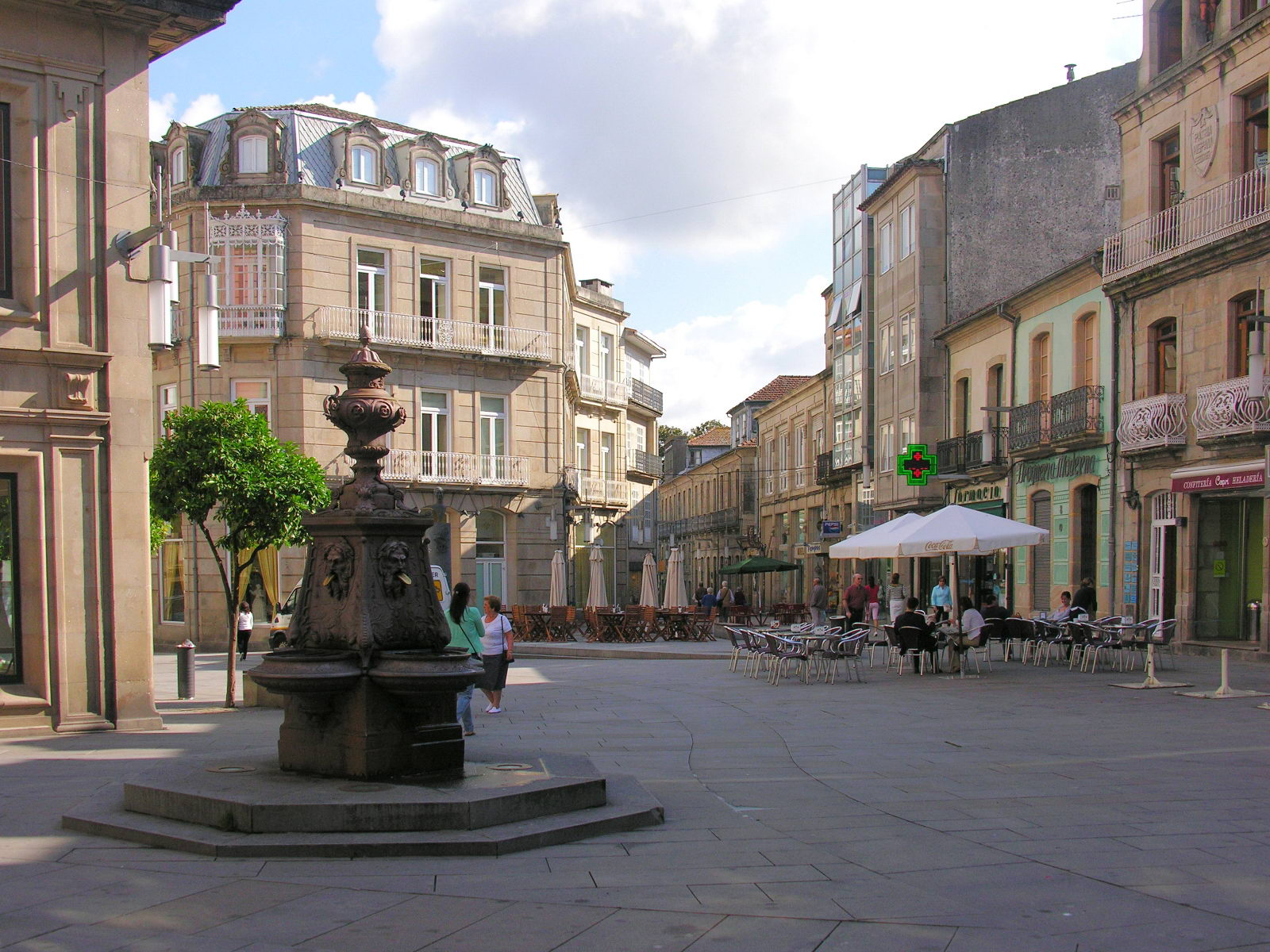
Centrul oraşului

Pontevedra este un oraș în provincia Pontevedra, din comunitatea autonomă Galicia, Spania.